# Starosta Chicaga

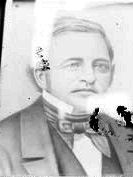
Thomas Dyer starosta Chicaga v letech 1856-1857

Starosta Chicaga (angl. Mayor of Chicago) je nejvyšší představitel exekutivy Chicaga, třetího největšího města ve Spojených státech. Starosta Chicaga má právo jmenovat a odvolávat ředitele a vedoucí pracovníky městských složek jako je policie, hasičský sbor apod. Starosta je volen v přímých volbách, které se obvykle konají poslední úterý v únoru. Chicago je jediné takto velké město ve Spojených státech, kde neplatí žádné limity pro možný počet znovuzvolení starosty.
V letech 1931–1933 byl 44. starostou český rodák Antonín Čermák.

## Seznam Starostů Chicaga
| #  | Starosta                             | Nastoupil do úřadu | Opustil úřad | Strana | Strana        |
| -- | ------------------------------------ | ------------------ | ------------ | ------ | ------------- |
| 1  | William B. Ogden                     | 1837               | 1838         |        | Demokratická  |
| 2  | Buckner S. Morris                    | 1838               | 1839         |        | Whig          |
| 3  | Benjamin W. Raymond                  | 1839               | 1840         |        | Whig          |
| 4  | Alexander Loyd                       | 1840               | 1841         |        | Demokratická  |
| 5  | Francis C. Sherman                   | 1841               | 1842         |        | Demokratická  |
| 6  | Benjamin W. Raymond                  | 1842               | 1843         |        | Whig          |
| 7  | Augustus Garrett                     | 1843               | 1844         |        | Demokratická  |
| 8  | Alson Sherman                        | 1844               | 1845         |        | žádná         |
| 9  | Augustus Garrett                     | 1845               | 1846         |        | Demokratická  |
| 10 | John P. Chapin                       | 1846               | 1847         |        | Whig          |
| 11 | James Curtiss                        | 1847               | 1848         |        | Demokratická  |
| 12 | James H. Woodworth                   | 1848               | 1850         |        | žádná         |
| 13 | James Curtiss                        | 1850               | 1851         |        | Demokratická  |
| 14 | Walter S. Gurnee                     | 1851               | 1853         |        | Demokratická  |
| 15 | Charles McNeill Gray                 | 1853               | 1854         |        | Demokratická  |
| 16 | Isaac L. Milliken                    | 1854               | 1855         |        | Demokratická  |
| 17 | Levi Boone                           | 1855               | 1856         |        | Americká      |
| 18 | Thomas Dyer                          | 1856               | 1857         |        | Demokratická  |
| 19 | John Wentworth                       | 1857               | 1858         |        | Republikánská |
| 20 | John C. Haines                       | 1858               | 1860         |        | Demokratická  |
| 21 | John Wentworth                       | 1860               | 1861         |        | Republikánská |
| 22 | Julian S. Rumsey                     | 1861               | 1862         |        | Republikánská |
| 23 | Francis C. Sherman                   | 1862               | 1865         |        | Demokratická  |
| 24 | John B. Rice                         | 1865               | 1869         |        | Republikánská |
| 25 | Roswell B. Mason                     | 1869               | 1871         |        | občané        |
| 26 | Joseph Medill                        | 1871               | 1873         |        | Republikánská |
|    | Lester L. Bond (zastupující)         | 1873               | 1873         |        | Republikánská |
| 27 | Harvey Doolittle Colvin              | 1873               | 1875         |        | Republikánská |
| 28 | Monroe Heath                         | 1876               | 1879         |        | Republikánská |
| 29 | Carter Harrison Sr.                  | 1879               | 1887         |        | Demokratická  |
| 30 | John A. Roche                        | 1887               | 1889         |        | Republikánská |
| 31 | DeWitt C. Cregier                    | 1889               | 1891         |        | Demokratická  |
| 32 | Hempstead Washburne                  | 1891               | 1893         |        | Republikánská |
| 33 | Carter Harrison Sr. †                | 1893               | 1893         |        | Demokratická  |
| 34 | George Bell Swift (dočasný starosta) | 1893               | 1893         |        | Republikánská |
| 35 | John P. Hopkins                      | 1893               | 1895         |        | Demokratická  |
| 36 | George Bell Swift                    | 1895               | 1897         |        | Republikánská |
| 37 | Carter Harrison Jr.                  | 1897               | 1905         |        | Demokratická  |
| 38 | Edward F. Dunne                      | 1905               | 1907         |        | Demokratická  |
| 39 | Fred A. Busse                        | 1907               | 1911         |        | Republikánská |
| 40 | Carter Harrison Jr.                  | 1911               | 1915         |        | Demokratická  |
| 41 | William H. Thompson                  | 1915               | 1923         |        | Republikánská |
| 42 | William E. Dever                     | 1923               | 1927         |        | Demokratická  |
| 43 | William H. Thompson                  | 1927               | 1931         |        | Republikánská |
| 44 | Antonín Čermak †                     | 1931               | 1933         |        | Demokratická  |
| 45 | Frank J. Corr (zastupující starosta) | 1933               | 1933         |        | Demokratická  |
| 46 | Edward J. Kelly                      | 1933               | 1947         |        | Demokratická  |
| 47 | Martin H. Kennelly                   | 1947               | 1955         |        | Demokratická  |
| 48 | Richard J. Daley †                   | 1955               | 1976         |        | Demokratická  |
| 49 | Michael A. Bilandic                  | 1976               | 1979         |        | Demokratická  |
| 50 | Jane Byrne                           | 1979               | 1983         |        | Demokratická  |
| 51 | Harold Washington †                  | 1983               | 1987         |        | Demokratická  |
| 52 | David Orr (zastupující starosta)     | 1987               | 1987         |        | Demokratická  |
| 53 | Eugene Sawyer                        | 1987               | 1989         |        | Demokratická  |
| 54 | Richard M. Daley                     | 1989               | 2011         |        | Demokratická  |
| 55 | Rahm Emanuel                         | 2011               | 2019         |        | Demokratická  |
| 56 | Lori Lightfoot                       | 2019               | 2023         |        | Demokratická  |
| 57 | Brandon Johnson                      | 2023               |              |        | Demokratická  |